# Breil/Brigels
Breil/Brigels (rätoromanisch Breil [bʁɔɪ̯l]ⓘ, deutsch und bis 1943 offiziell einsprachig Brigels) ist eine politische Gemeinde im Schweizer Kanton Graubünden. Sie liegt in der Region Surselva. Seit dem 1. Januar 2018 umfasst sie auch die zuvor selbständigen Gemeinden Andiast und Waltensburg/Vuorz.

## Geographie
Das Gemeindegebiet zieht sich im Norden bis zur Wasserscheide mit dem Bifertenstock, dem Muttenstock und dem Hausstock hin. Im Süden gehören der Talboden am Vorderrhein und der unterste Teil des südlichen Berghangs zu Brigels. Das Naturschutzgebiet Scatlè, der höchstgelegene Fichtenurwald Europas, liegt nordwestlich des Dorfes am Osthang des Piz Dado zwischen 1580 und 2015 m ü. M.. Es liegt neben dem Fluss Flem im unteren Val Frisal.
Breil/Brigels grenzt im Osten an Ilanz/Glion, im Süden an Obersaxen Mundaun, im Westen an Trun (alle Kanton Graubünden)  und im Norden an Glarus Süd im Kanton Glarus.
Die politische Gemeinde umfasste bis Ende 2017, als auch die Orte Andiast und Waltensburg/Vuorz zu ihr stiessen, die Dorfteile Danis-Tavanasa, Dardin-Capeder, Breil/Brigels und den Weiler Vali auf der rechten Talseite.
Den ebenfalls auf der rechten Talseite gelegenen walserischen Weiler Tomahüs (romanisch Cathomenⓘ) trat Breil/Brigels 2003 an Obersaxen ab.

## Geschichte

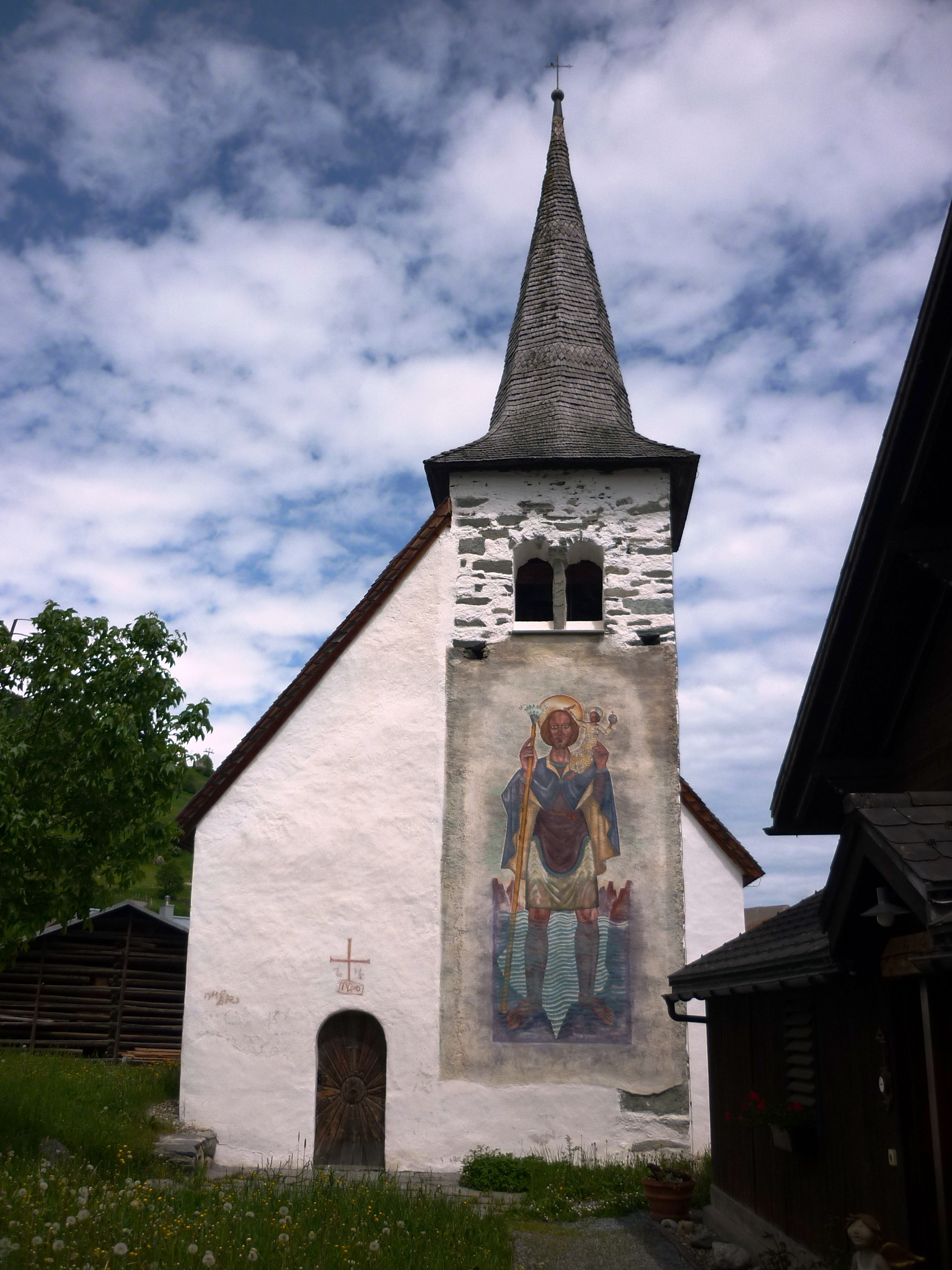
Kapelle St. Martin Breil

Luftbild aus 500 m von Walter Mittelholzer von 1923

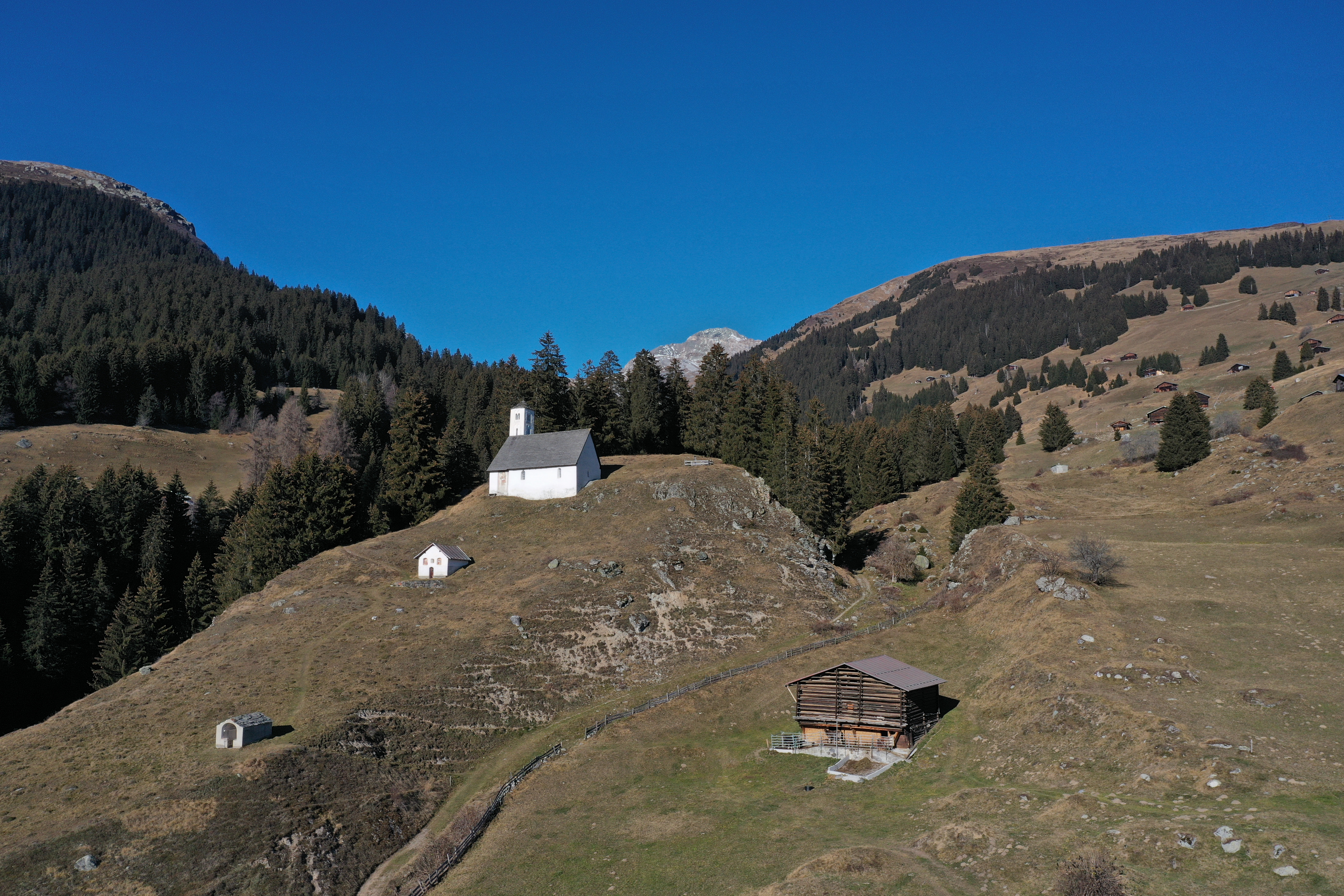
Burghügel (brigilo) St. Eusebius

Der Ortsname Breil/Brigels ist eine Ableitung vom keltischen Stamm *briga «Berg, Hügel, Hügelfestung» mit dem Suffix -ilos.
Der Landesausbau erfolgte in römischer und frühmittelalterlicher Zeit. Eine Hügelfestung stand auf dem Hügel St. Eusebius (rätoromansich Sogn Sievi). Im Frühmittelalter gab es im Dorfteil Cuort einen Zentralhof der rätischen Viktoriden mit dazugehörigen Gütern in Danis, Dardin, Schlans und Trun. Brigels wird 765 im Stiftungstestament des Churer Bischofs Tello erstmals als Bregelo erwähnt, in dem er den Zentralhof dem Kloster Disentis vermachte. Wahrscheinlich bald nach der Schenkung errichtete das Kloster für seine Eigenleute eine Kirche mit dem Disentiser Martinspatrozinium. Die Pfarrkirche könnte aber auch mit der in der Tello-Urkunde von 765 genannten Kirche ad sanctam Mariam identisch sein. Die Pfarrkirche S. Maria und die Kapelle St. Eusebius kamen 1185 durch päpstliche Bestätigung an das Kloster Disentis.
Im 13. Jahrhundert oblagen der Abtei Disentis der Schutz des Landes, die Durchführung des Hochgerichts und die Verwaltung. Die Brigelser mussten dafür den Zehnten an Korn und Obst abliefern und am Verenatag mit den Leuten von Sumvitg in Frondienst für das Kloster fischen.
Die Burg Marmarola, Wohnsitz der Familie Latour in der zweiten Hälfte des 15. Jahrhunderts, war wahrscheinlich ein Meierturm der Abtei. Sie brannte 1496 nieder und ist heute eine Ruine. 1536 zogen rund 200 sogenannte äussere Freie von Laax nach Brigels, die sich in das Hochgericht Cadi einkauften und 1542 ein eigenes Statthaltergericht bekamen. Brigels bildete zusammen mit Medel den dritten Hof in der Cadi. 1550 forderten Pestzüge 316 und 1631 130 Tote. 1738 lösten die Einwohner die Zehntrechte ab. Die Bauern von Brigels benutzten den Kistenpass um ihr Vieh auf der Limmernalp und ihre Schafe im Muttseegebiet zu sömmern sowie als Verbindung ins Glarnerland. Auf Brigelser Boden standen zwölf Kirchen und Kapellen. Im 17. bis 19. Jahrhundert war Brigels dank der Familie de Latour ein politisches Zentrum der Cadi.
1870 wurde die Strasse Brigels–Waltensburg und 1890 die Kantonsstrasse Tavanasa–Brigels erstellt, die dem in der zweiten Hälfte des 19. Jahrhunderts einsetzenden Sommertourismus zugutekamen. 1943 ändert die Gemeinde ihren bisherigen Namen Brigels amtlich in den romanisch-deutschen Doppelnamen Breil/Brigels. Seit 1945 ist Breil/Brigels Schiessplatz der Fliegerabwehr, seit 1946 ein Zentrum der Elektrizitätswirtschaft, die in Breil/Brigels und Tavanasa ein Ausgleichsbecken und Zentralen unterhält. 1972 begann mit dem Ausbau der Skilifte Pez d’Artgas die Entwicklung zum Wintersportzentrum zusammen mit Waltensburg/Vuorz. 1990 waren 15 Prozent der Erwerbstätigen in der Landwirtschaft, 35 Prozent in Gewerbe und Industrie und 50 Prozent im Dienstleistungssektor (Tourismus) tätig.
2018 schlossen sich die bisher selbständigen Gemeinden Andiast und Waltensburg/Vuorz mit der Gemeinde Breil/Brigels zusammen.

## Wappen

### Vor der Fusion
| Wappen von Breil/Brigels | Blasonierung: «In Rot die silberne Muttergottes mit ausgebreiteten Armen auf einer Wolke sitzend»                                                     |
| Wappen von Breil/Brigels | Das alte Wappen ist die Umsetzung des Gemeindesiegels und zeigt die Himmelfahrt Mariens, in Anlehnung an den Namen der Pfarrkirche Maria Himmelfahrt. |

### Seit der Fusion
| Wappen von Breil/Brigels | Blasonierung: «In Blau über drei silbernen Spitzen, die mittlere die beiden äusseren überdeckend und belegt mit einem schwarz gefugten roten Zinnenturm mit pfahlweise zwei schwarzen Fenstern, eine ungesichtete goldene Sonne mit sechzehn geraden Strahlen» |
| Wappen von Breil/Brigels | Mit der Fusion 2018 erhielt die neue Gesamtgemeinde ein neues Wappen. |

## Bevölkerung
| Bevölkerungsentwicklung | Bevölkerungsentwicklung | Bevölkerungsentwicklung | Bevölkerungsentwicklung | Bevölkerungsentwicklung | Bevölkerungsentwicklung | Bevölkerungsentwicklung | Bevölkerungsentwicklung | Bevölkerungsentwicklung | Bevölkerungsentwicklung | Bevölkerungsentwicklung | Bevölkerungsentwicklung |
| ----------------------- | ----------------------- | ----------------------- | ----------------------- | ----------------------- | ----------------------- | ----------------------- | ----------------------- | ----------------------- | ----------------------- | ----------------------- | ----------------------- |
| Jahr                    | 1850                    | 1888                    | 1900                    | 1910                    | 1950                    | 1960                    | 2000                    | 2010                    | 2012                    | 2014                    | 2020                    |
| Einwohner               | 1086                    | 848                     | 859                     | 1033                    | 1169                    | 1272                    | 1187                    | 1298                    | 1286                    | 1278                    | 1731                    |

## Sprache, Konfession

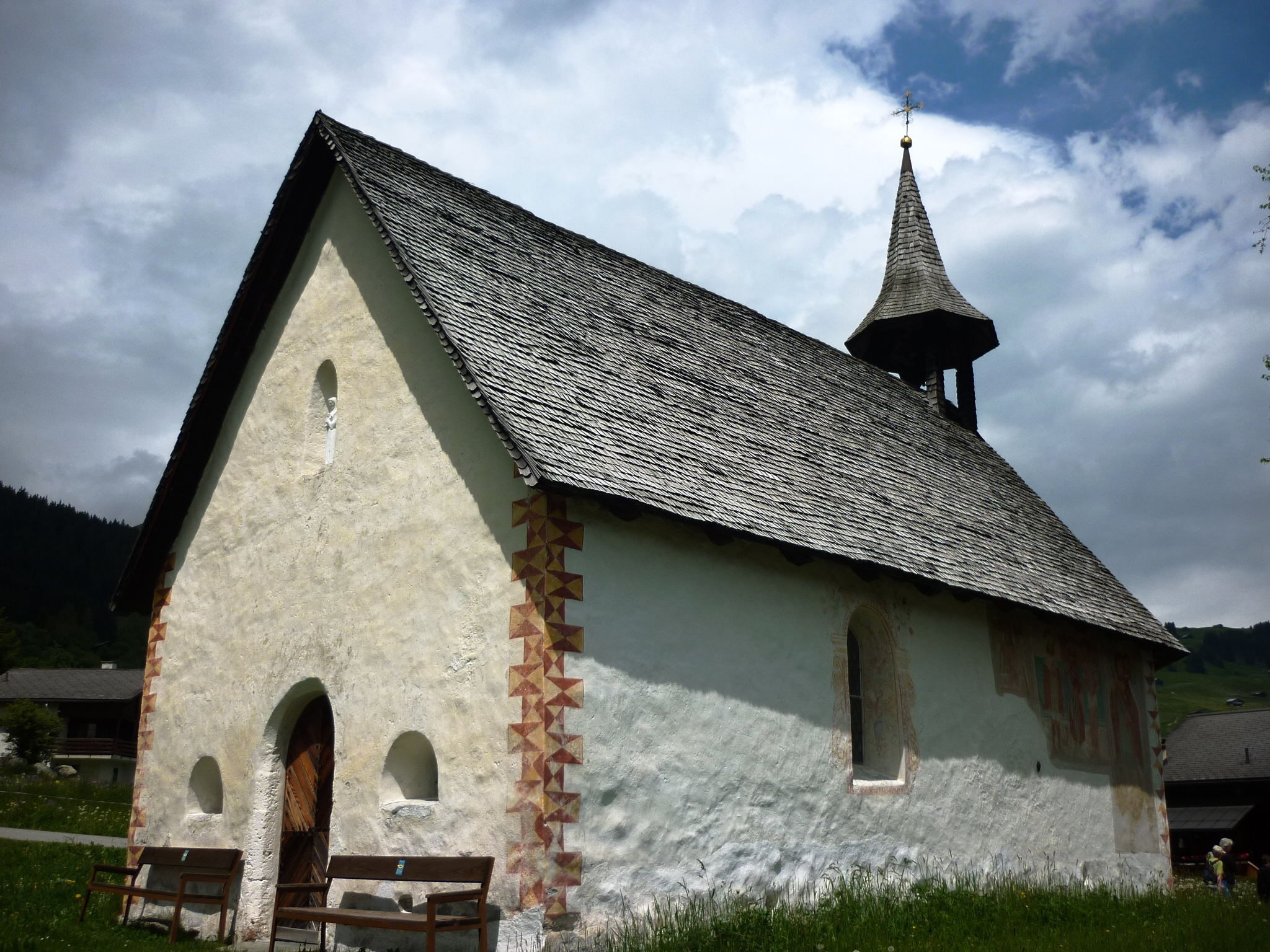
Kapelle St. Jakob Breil

Amtssprache der Gemeinde ist Romanisch. Die surselvische Mundart wird von (Stand 2000) 88 % der Bevölkerung gesprochen, davon von 80 % als Hauptsprache.
Die grosse Mehrheit der Bevölkerung der früheren Gemeinden Breil/Brigels und Andiast ist römisch-katholisch (Bistum Chur), diejenige der früheren Gemeinde Waltensburg/Vuorz grossmehrheitlich evangelisch-reformiert (Evangelisch-reformierte Landeskirche Graubünden).

## Politik
Der Gemeindevorstand ist die Exekutive der Gemeinde und besteht aus fünf Personen, welche vom Volk für jeweils drei Jahre gewählt werden. Derzeitiger Gemeindepräsident ist Clau Schlosser. Auf Anfang 2026 wurde Roman Flepp gewählt.
Der Cussegl da vischnaunca, das Gemeindeparlament, ist die Legislative der Gemeinde. Er besteht aus dreizehn für drei Jahre vom Volk gewählten Personen. Eine Besonderheit in Breil/Brigels ist die Vorschrift, dass alle Gemeindeteile (Fraktionen) in diesem Gremium vertreten sein müssen.

## Wirtschaft

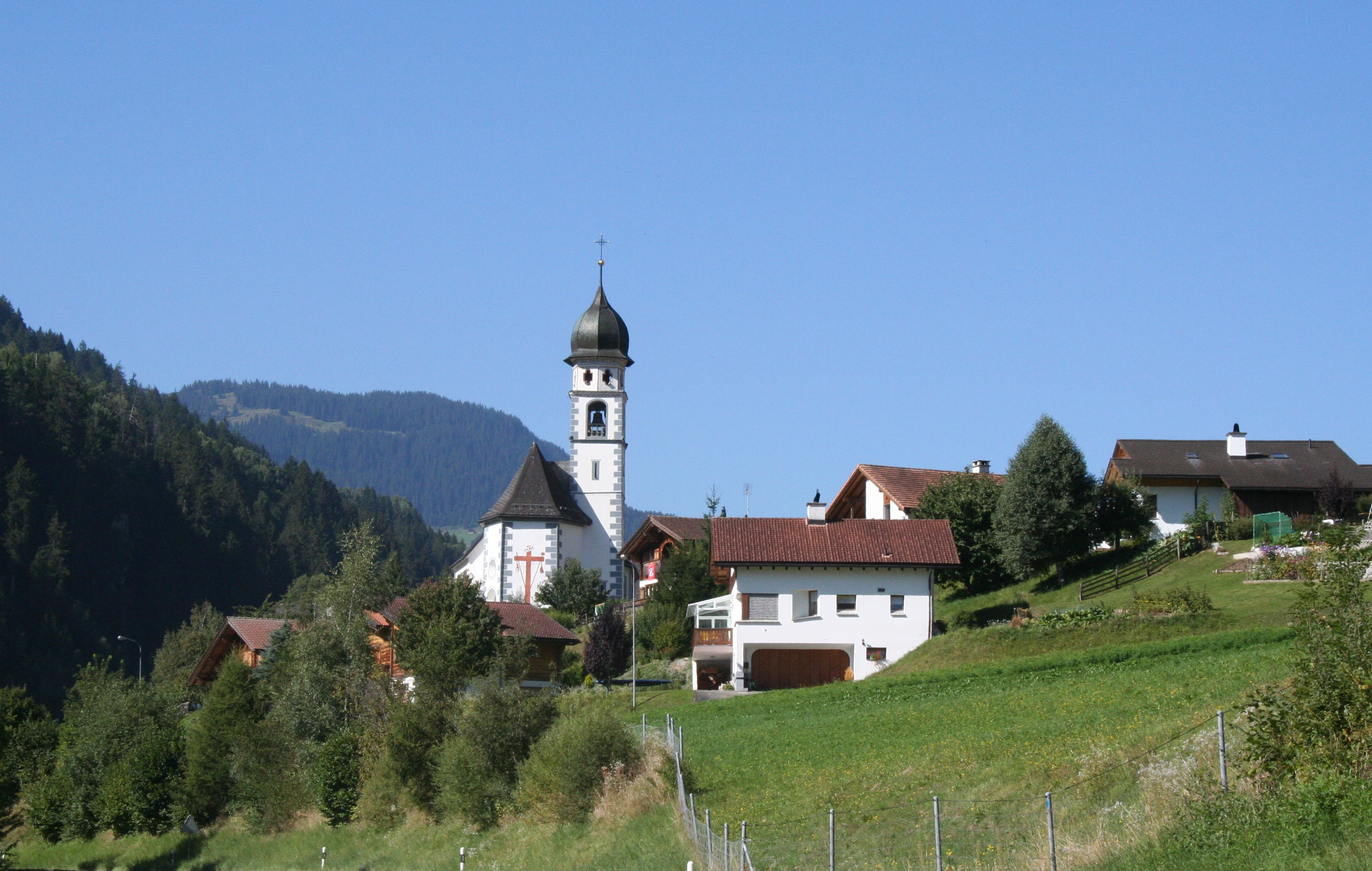
Kirche von Danis

In Tavanasa betreibt die Kraftwerke Vorderrhein, ein Partnerunternehmen der Nordostschweizerischen Kraftwerke (NOK), eine Schaltanlage an der Zentrale Tavanasa.

## Verkehr
Die Gemeinde erreicht man mit der Rhätischen Bahn und ab Tavanasa mit dem Postauto. Nächstgelegener Autobahnanschluss ist Reichenau an der A13.

## Bildung
In der Gemeinde gibt es zwei Schulhäuser. Im Schulhaus Breil/Brigels-Dorf werden Kinder vom Kindergarten bis zur 4. Klasse unterrichtet. Das gesamte Schulangebot (Kindergarten, Primarschule (5.–6. Klasse), Real- und Sekundarschule) bietet das Schulhaus Danis/Tavanasa an. Im Kindergarten und von der 1. bis 3. Schulklasse werden die Kinder ausschliesslich in Romanisch, ab der 4. Klasse immer mehr auf Deutsch unterrichtet.

## Sehenswürdigkeiten

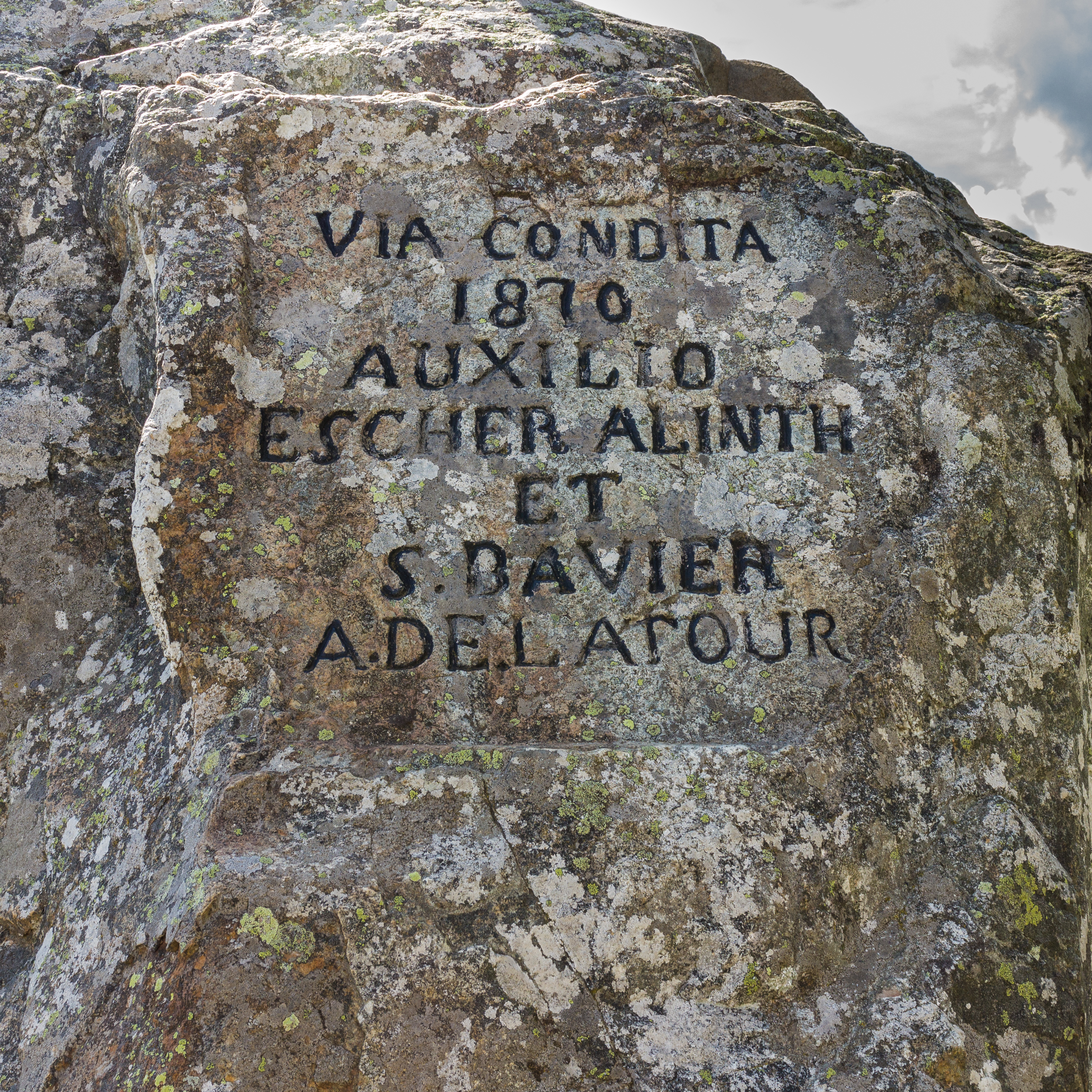
Gedenkstein Arnold Escher von der Linth

- Die Wallfahrtskirche Kapelle St. Eusebius (rät. Sogn Sievi) mit dem romanischen Turm steht auf dem gleichnamigen keltisch/römischen Burghügel nördlich von Breil/Brigels, erwähnt 1185; renoviert 1927; restauriert 1973–1976.[10]
- Die frühmittelalterliche Pfarrkirche S. Maria (Maria Himmelfahrt) wurde 1185 urkundlich im Besitz des Klosters Disentis erwähnt. 1491 wurde sie Disentis inkorporiert. Bis ins 17. Jahrhundert war sie Mutterkirche für Dardin, Danis und Schlans. Das grosse Christophorusbild an der Aussenwand stammt aus dem 14. Jahrhundert.[11]
- Die Mauerreste der Ruine Marmarola, ein Meierturm der Abtei Disentis und früher Wohnsitz der de Latour, stehen auf einem kleinen Hügel hinter dem Haus Sport Beat. Der Turm brannte 1496 nieder.
- Die romanische Kapelle St. Martin (rät. Sogn Martin) war eine fürstliche Stiftung und muss im frühen Mittelalter entstanden sein. Der in der originalen Bemalung leuchtende spätgotische Flügelaltar stammt aus dem Jahre 1508.[12]
- Die Kapelle St. Jakob (rät. Sogn Giacun): Kapelle und Holzdecke wurden 1514 erbaut. Die Aussenmalereien aus dem Jahre 1515 stammen von den oberitalienischen Brüdern Soregno.[13]
- Das Haus Latour beherbergt das der Öffentlichkeit zugängliche Museum und Familienarchiv der Familie de Latour.
- Das Gasthaus Casa Fausta Capaul war bereits im 19. Jahrhundert in seiner Art einzig und berühmt. Arnold Escher von der Linth und Conrad Ferdinand Meyer sind hier abgestiegen.
- Gedenkstätte und Elternhaus des Dichters Giacun Hasper Muoth.
- Der Flab-Richt-Platz.[14]
- Der Gedenkstein am Aussichtsplatz Crest la Crusch erinnert an die Männer Escher, Alinth, Bavier und Latour, die sich für den Bau der 1870 eröffneten Strasse eingesetzt hatten.

Die Sehenswürdigkeiten der ehemaligen Gemeinden Andiast und Waltensburg/Vuorz siehe dort.

## Bilder

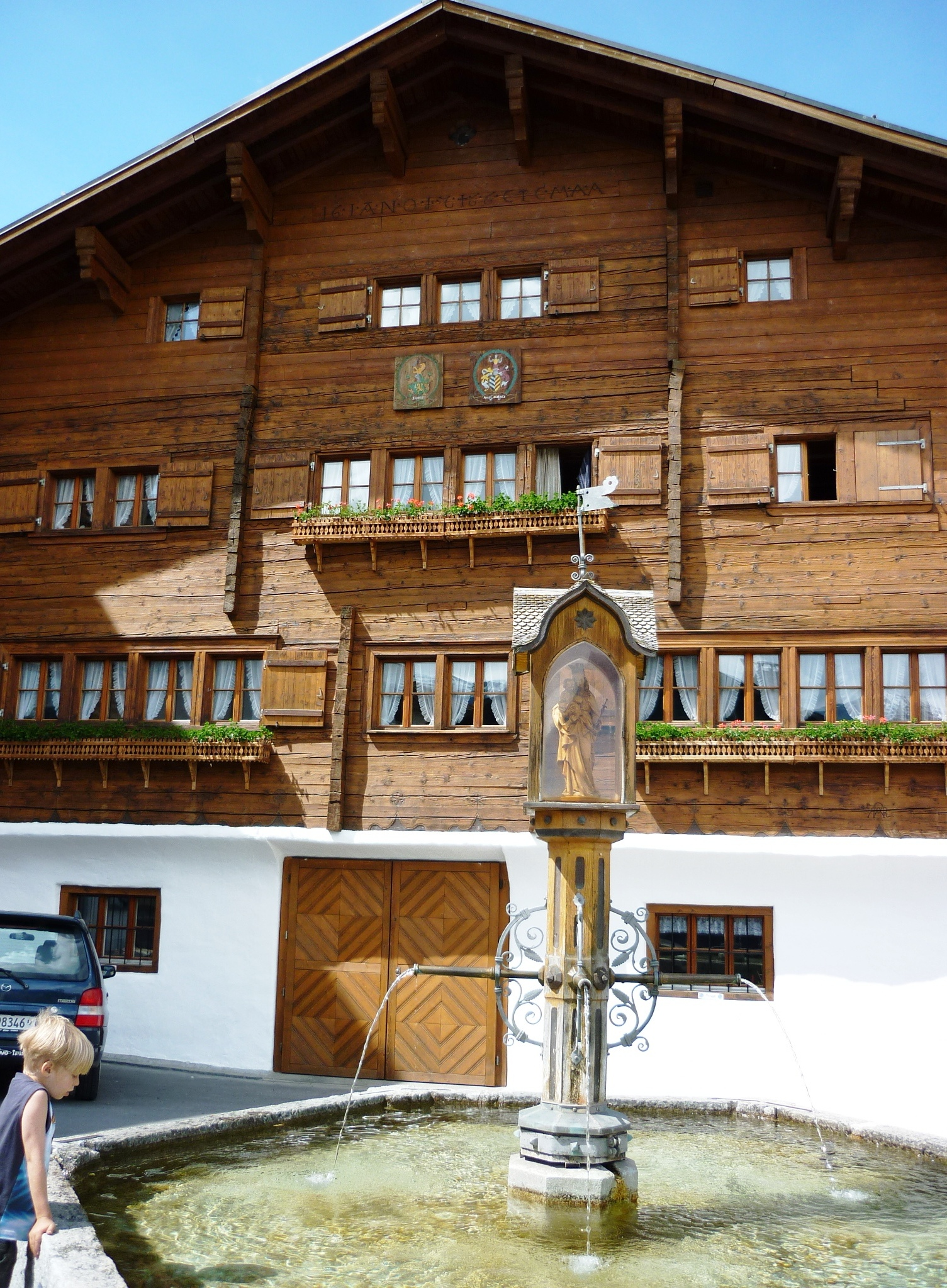
Dorfplatz Breil
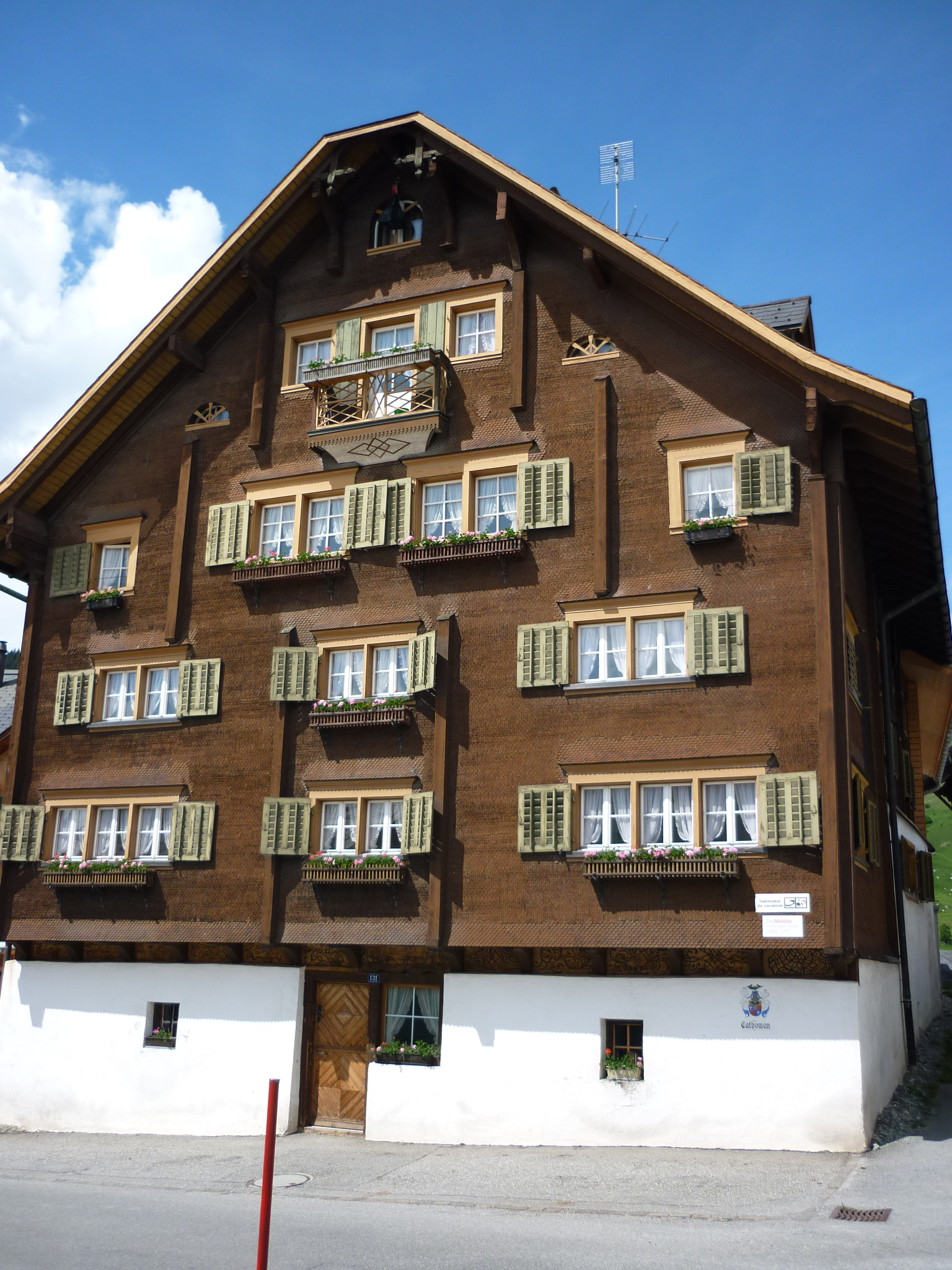
Haus Cathomen
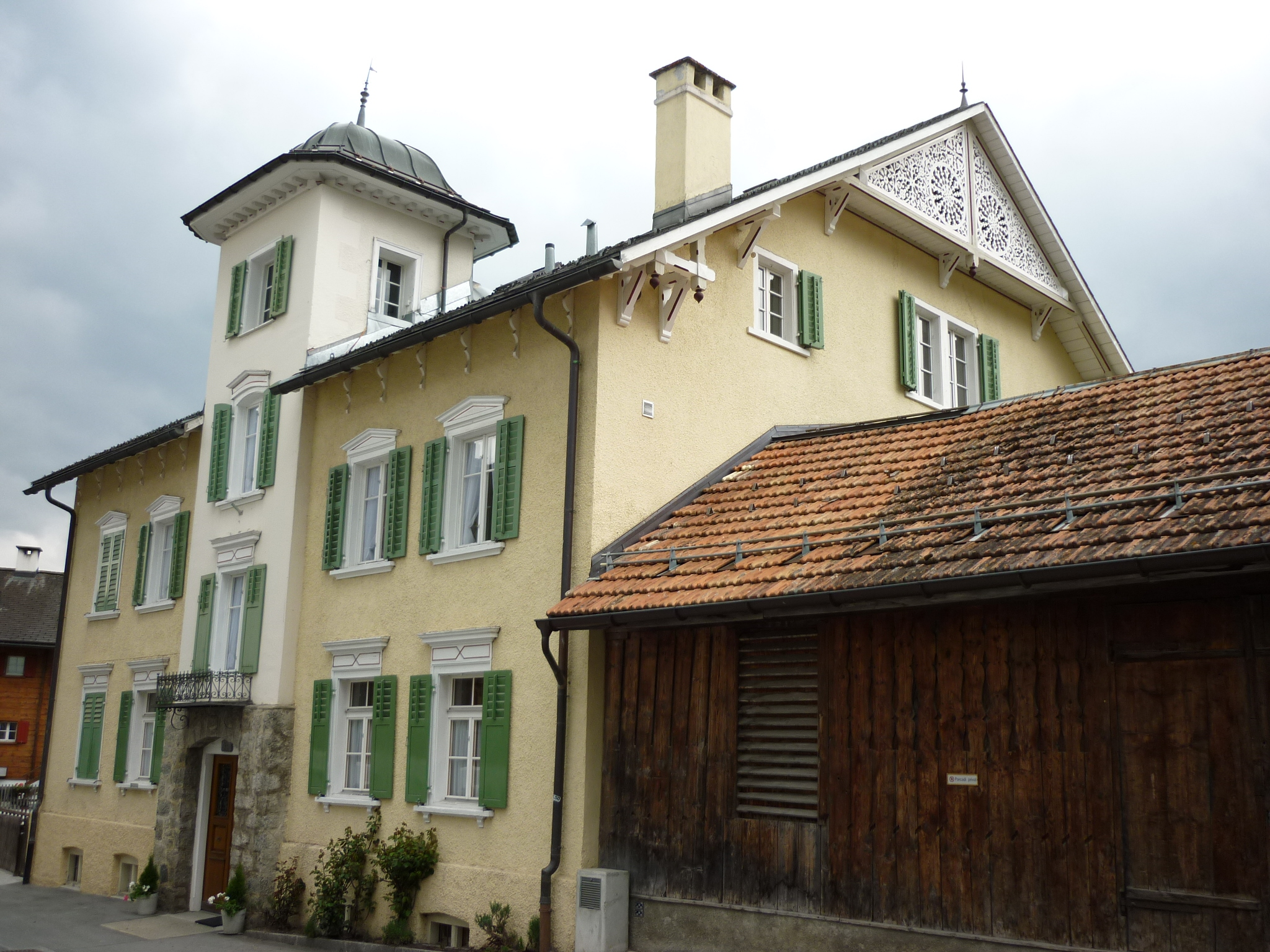
Haus Latour
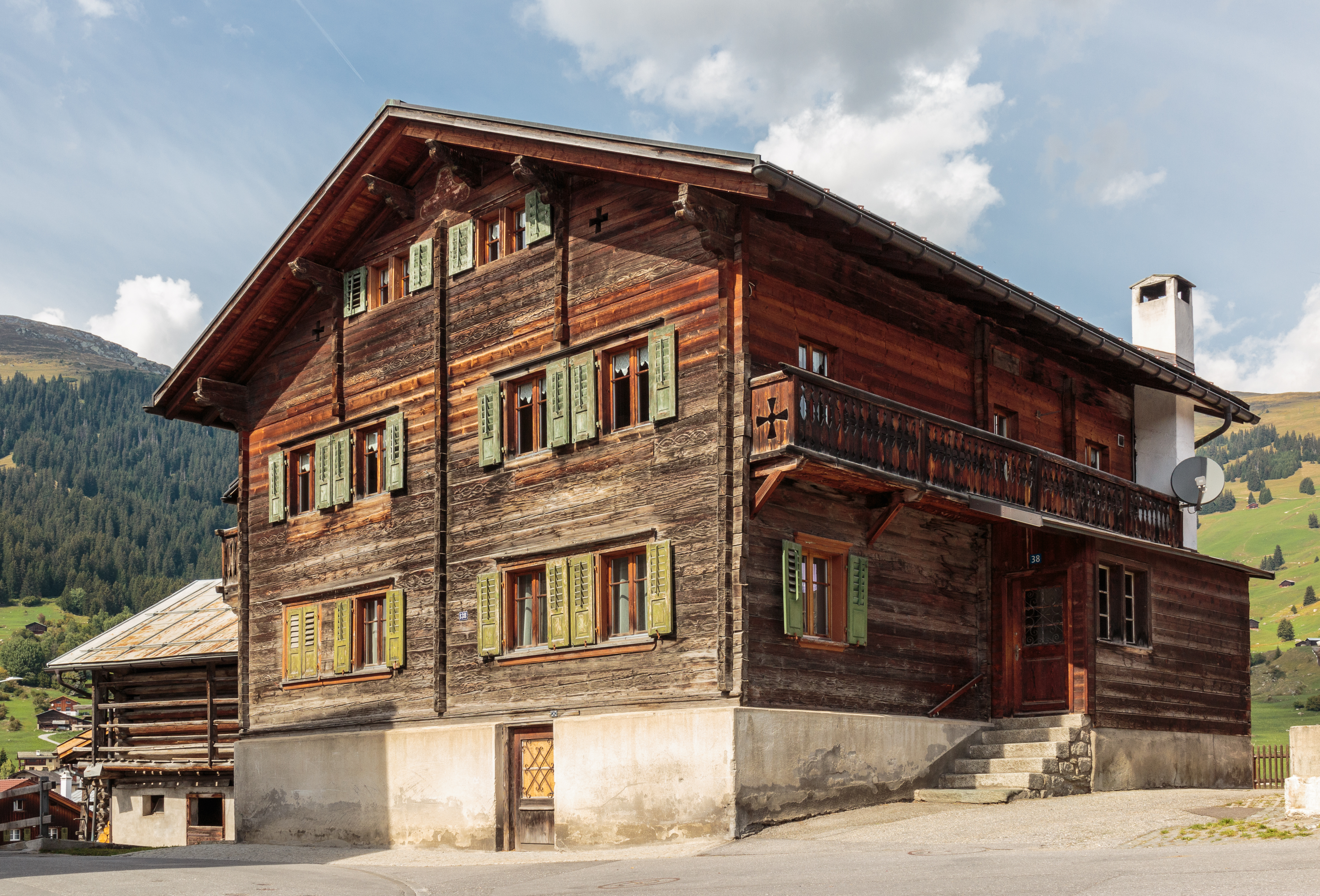
Traditionelles Haus
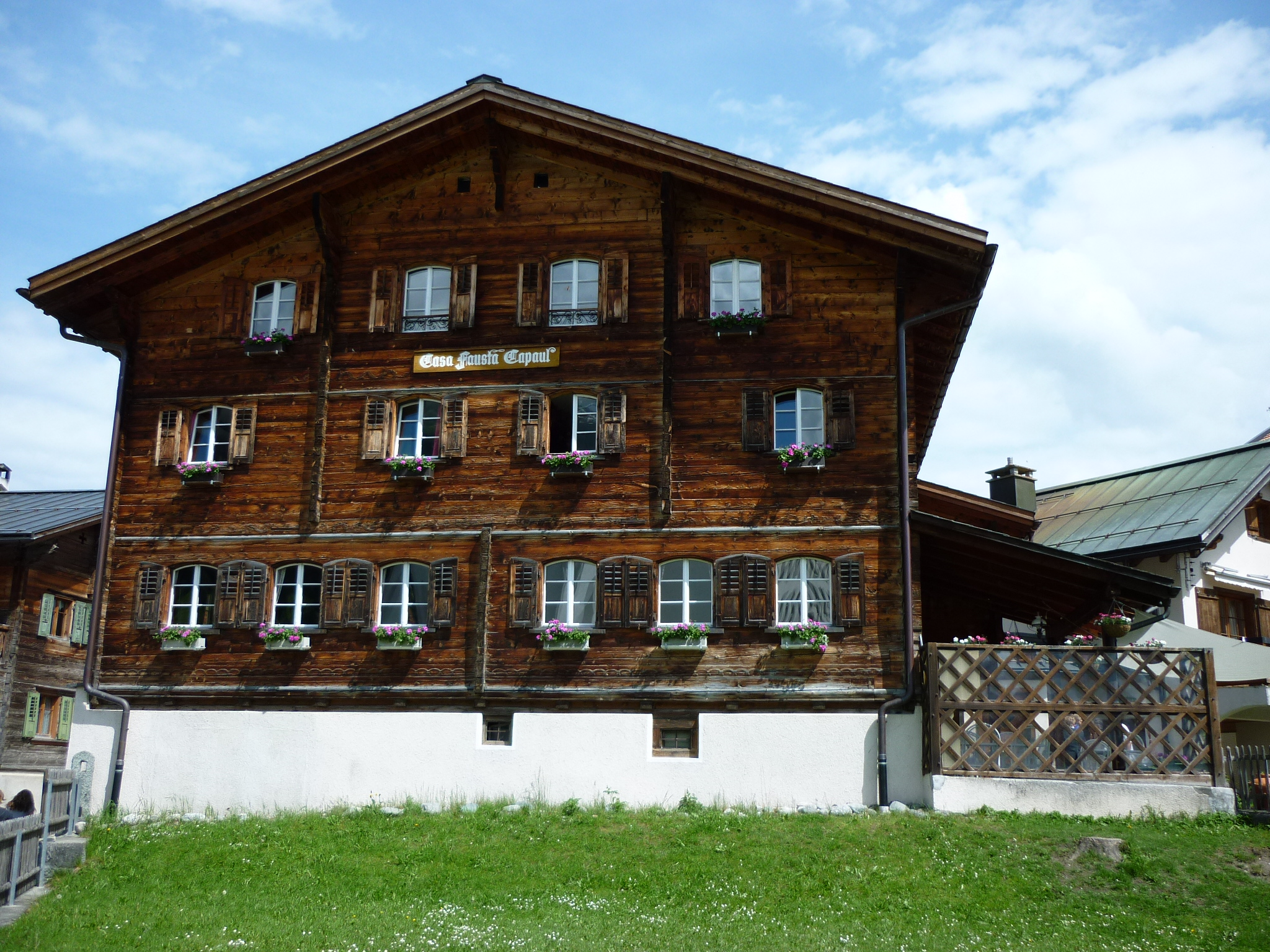
Gasthaus Casa Fausta Capaul
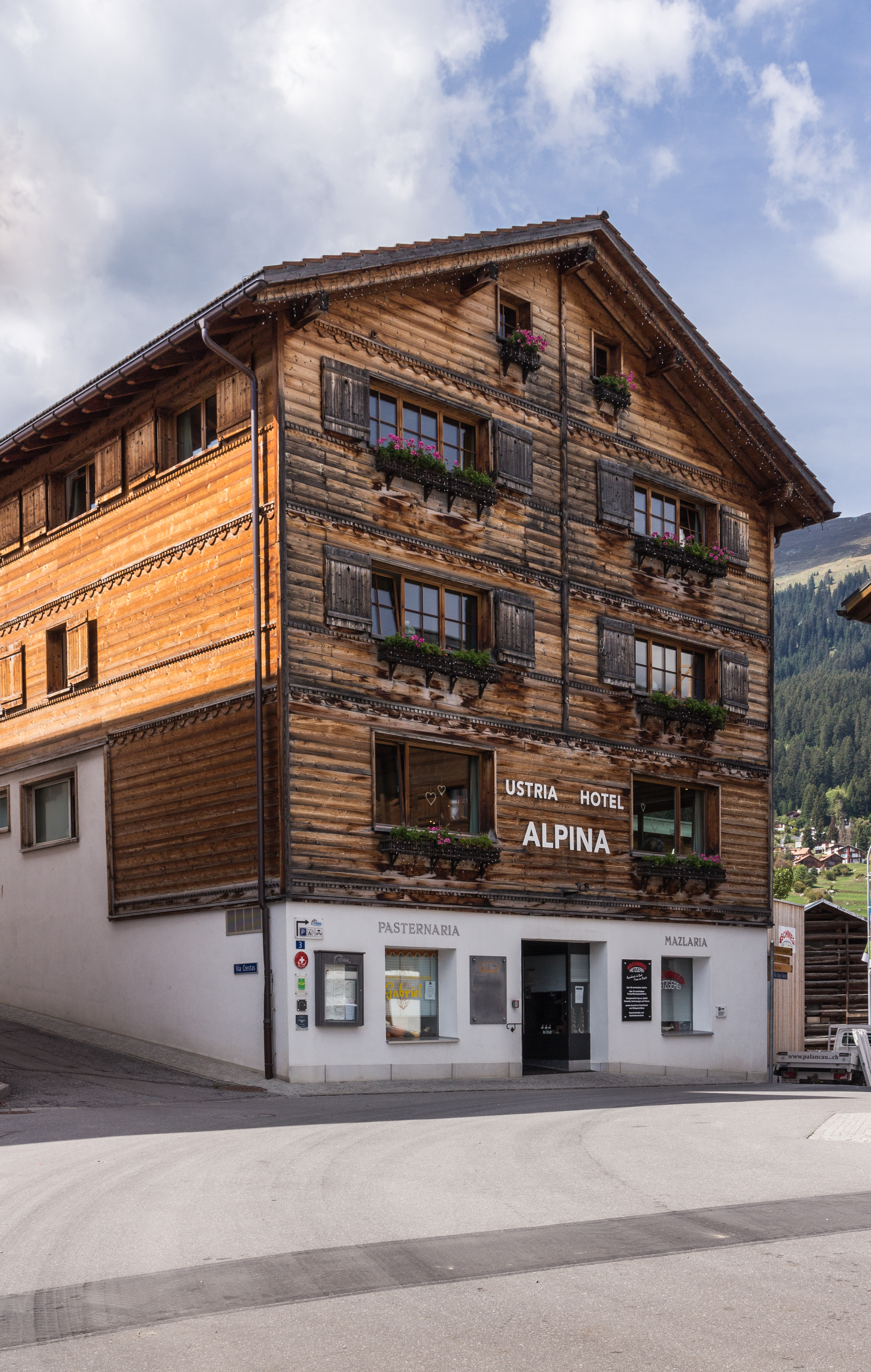
Hotel Alpina am Dorfplatz Breil
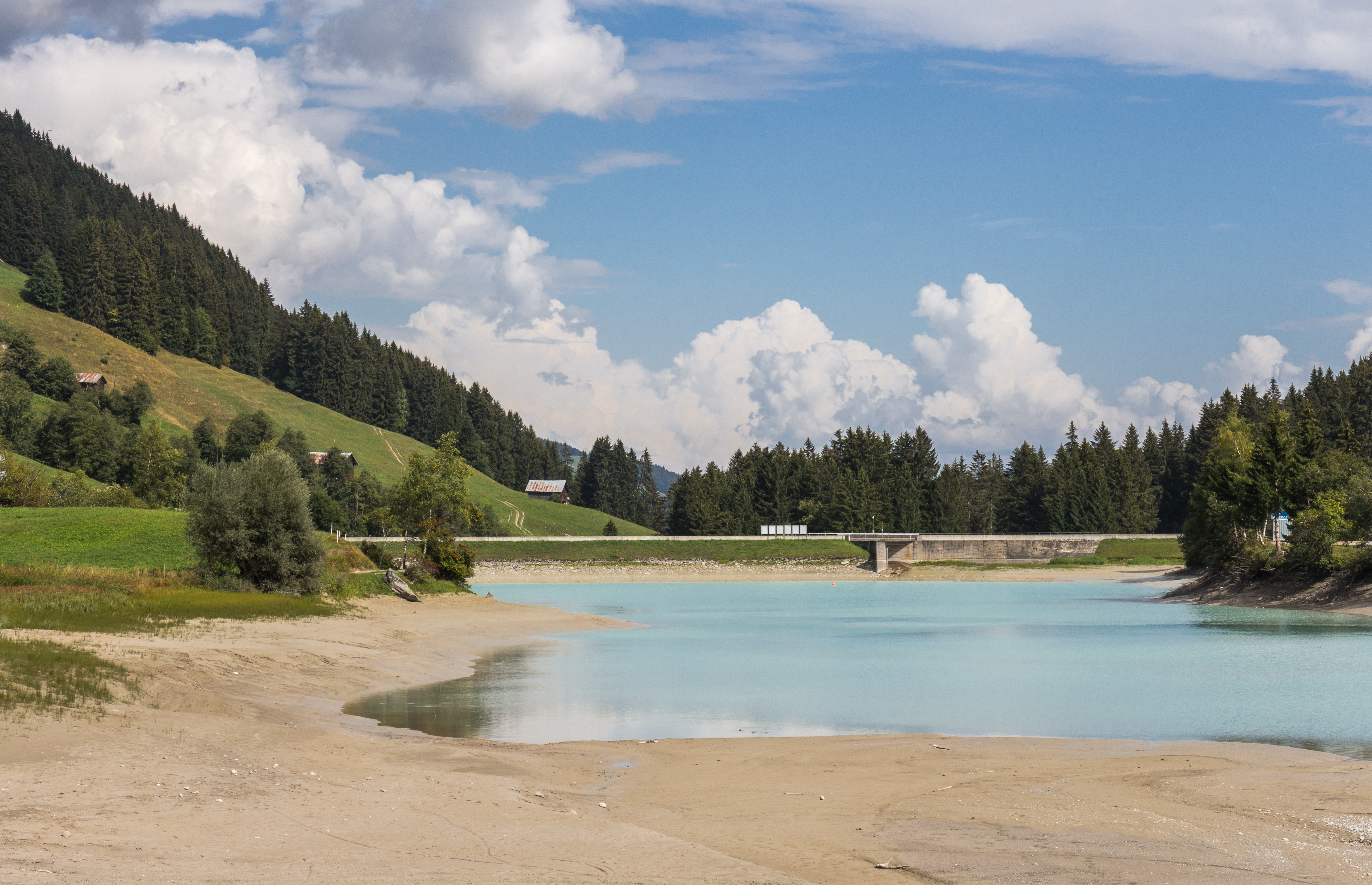
Lag da Breil
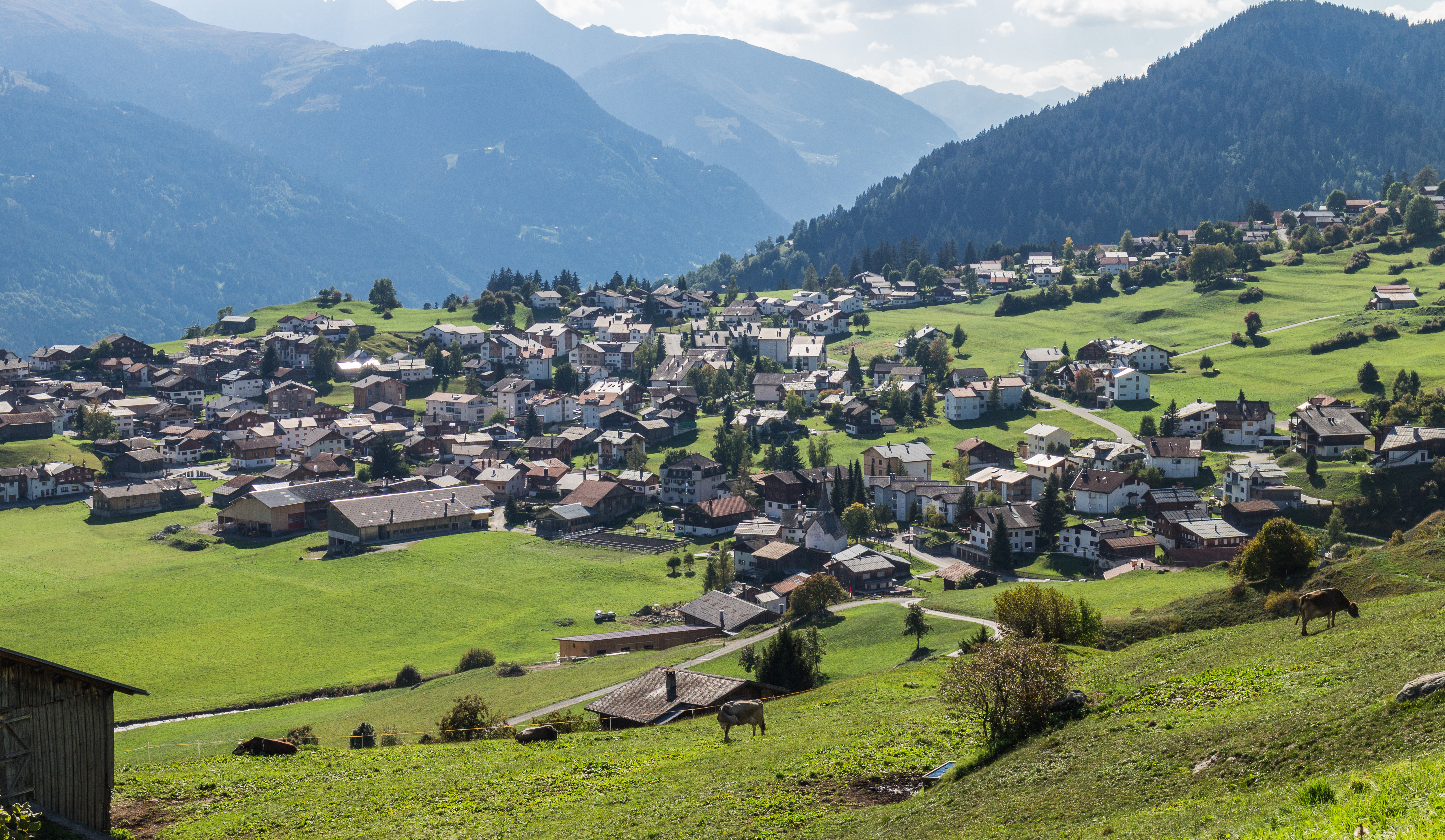
Blick auf Breil/Brigels

## Persönlichkeiten
- Caspar Theodosius de Latour (1782–1855), päpstlicher General
- Die Latour zählten von 1473 bis 1900 neben den einstigen Eliten de Castelberg, den Flimser de Capol und den Lugnezer de Mont zu den bedeutendsten Familien der Surselva. Sie waren Offiziere in fremden Diensten, oder seit dem 15. Jahrhundert ausgebildete Juristen und Politiker der Cadi und des Grauen Bundes.
- Giacun Hasper Muoth (1844–1906), surselvischer Dichter und Historiograph
- Sep Mudest Nay[15] (1892–1945), surselvischer Dichter
- Bernard Cathomas (* 1946), Sprachwissenschaftler
- Arno Camenisch[16] (* 1978), surselvischer Dichter
- Franz Cahannes, (1951–2021), ehemaliger Zürcher Kantonsrat und SP-Politiker

Die Persönlichkeiten der ehemaligen Gemeinden Andiast und Waltensburg/Vuorz siehe dort.